# Universitat de Malawi
La Universitat de Malawi (UNIMA) és una universitat pública creada el 1965 i, fins al 4 de maig de 2021, quan la universitat va patir una desvinculació, estava composta per quatre col·legis constitutius situats a Zomba, Blantyre i Lilongwe. Dels quatre col·legis, el més gran és el Chancellor College a Zomba (ara la Universitat de Malawi). Forma part del sistema educatiu del govern de Malawi.
El 2011 la universitat tenia 7.371 estudiants matriculats en diferents programes de grau, diplomatura i certificat.

## Història
La Universitat de Malawi va ser fundada pocs mesos després de la independència de Malawi. Abans de la fundació de la universitat, les persones que volien estudiar i viure en aquest territori colonial britànic només podien recórrer a una institució estrangera per cursar estudis superiors. Els països objectiu més importants van ser Gran Bretanya, Canadà i els EUA.
La primera inscripció va consistir en 90 estudiants a Blantyre. L'ensenyament va començar el 1965 a la mateixa ciutat, i en dos anys l'Institut d'Administració Pública a Mpemba, el Col·legi de Formació del Professorat Soche Hill i el Politecnic a Blantyre, i el Bunda College a Lilongwe es van convertir en col·legis de la universitat. El 1973, tots els constituents de la universitat, excepte el politecnic i el Bunda College, es van traslladar a Zomba i es van fusionar al Chancellor College. El 1979, la Facultat d'Infermeria de Kamuzu es va convertir en una facultat de la universitat, i el 1991 es va formar el Facultat de Medicina a Blantyre com a un altre col·legi constituent.

### Moviments Estudiantils per al Sistema Multipartidista (1992)
Durant el moviment que demanava un gir cap a un sistema multipartidista, els estudiants de la UNIMA van participar en una protesta organitzada per ells mateixos com a part de la lluita per la seva llibertat educativa. El març de 1992, quan els bisbes catòlics de Malawi van emetre una carta pastoral de Quaresma que criticava Banda i el seu govern, els estudiants de la Universitat de Malawi al Chancellor College i el Politecnic es van unir a través de protestes i manifestacions en suport de la carta. Això va obligar les autoritats a tancar els campus.

### Joventut per a la Llibertat i la Democràcia
Youth for Freedom and Democracy (YFD) és un grup de pressió política estudiantil de la universitat. Publiquen el Weekly Political Update que es distribueix als estudiants al campus. Han estat crítics amb la governança de Malawi i amb la companyia minera Paladin Energy. A mitjans de setembre de 2011, la policia de Malawi va arrestar diversos membres del grup. També van arrestar Black Moses, de 21 anys, president del YFD, i el van interrogar. Una setmana després, Robert Chasowa, de 25 anys, estudiant de quart any d'enginyeria al Malawi Polytechnic, va ser trobat mort. La policia va dictaminar que es tractava d'un suïcidi, però els crítics creuen que va ser assassinat.

## Facultats

### Col·legis actuals

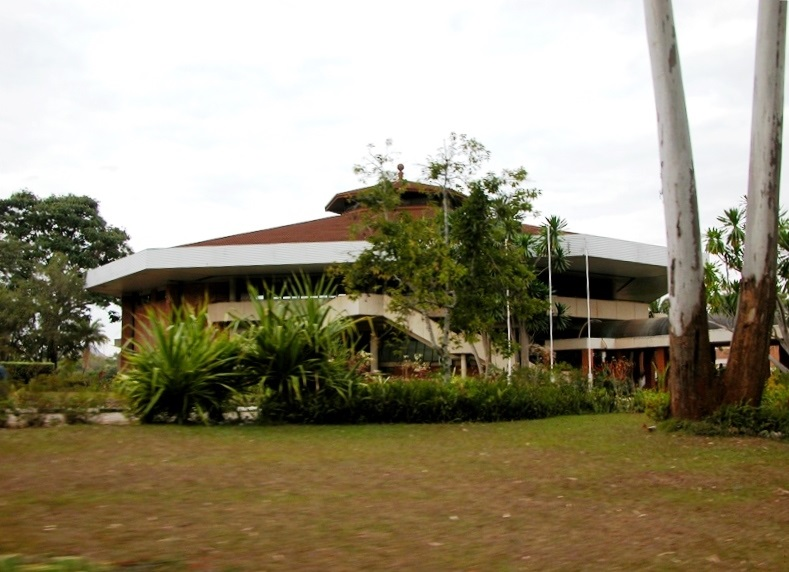
Cancellor College.

#### Chancellor College, amb seu a Zomba
El Chancellor College és el més gran de les que conformen la Universitat de Malawi. També és conegut com "Chanco". La col·legi té cinc facultats: Humanitats, Ciències, Dret, Ciències Socials i Educació. Els departaments donen servei a cada facultat de la següent manera:
- Educació: Estudis de Currículum i Ensenyament i Fonaments Educatius.
- Humanitats: Llengües i Lingüística Africanes, Clàssiques, Anglès, Belles Arts i Arts Escèniques, Francès, Habilitats de Llenguatge i Comunicació, Filosofia i Teologia i Estudis Religiosos.
- Ciències: Biologia, Química, Ciències de la Computació, Geografia i Ciències de la Terra, Economia Domèstica, Física, Ciències Matemàtiques.
- Ciències Socials: Economia, Història, Psicologia, Estudis Polítics i Administratius i Sociologia.

#### Col·legi de Medicina
La Universitat de Malawi compta amb una escola de medicina (COM), que forma metges malawians que treballen tant a Malawi com a nivell internacional. Els candidats per a la formació mèdica poden entrar després d'un any de formació premèdica després del MSCE o després de completar dos anys d'un curs de ciències al Chancellor College. Dels aproximadament 250 metges que es van graduar al Col·legi de Medicina de la Universitat de Malawi entre 1992 i 2005, 25 (10%) estaven registrats amb el Consell General de Medicina del Regne Unit, cosa que ha contribuït a la fugida de professionals de la salut de Malawi.

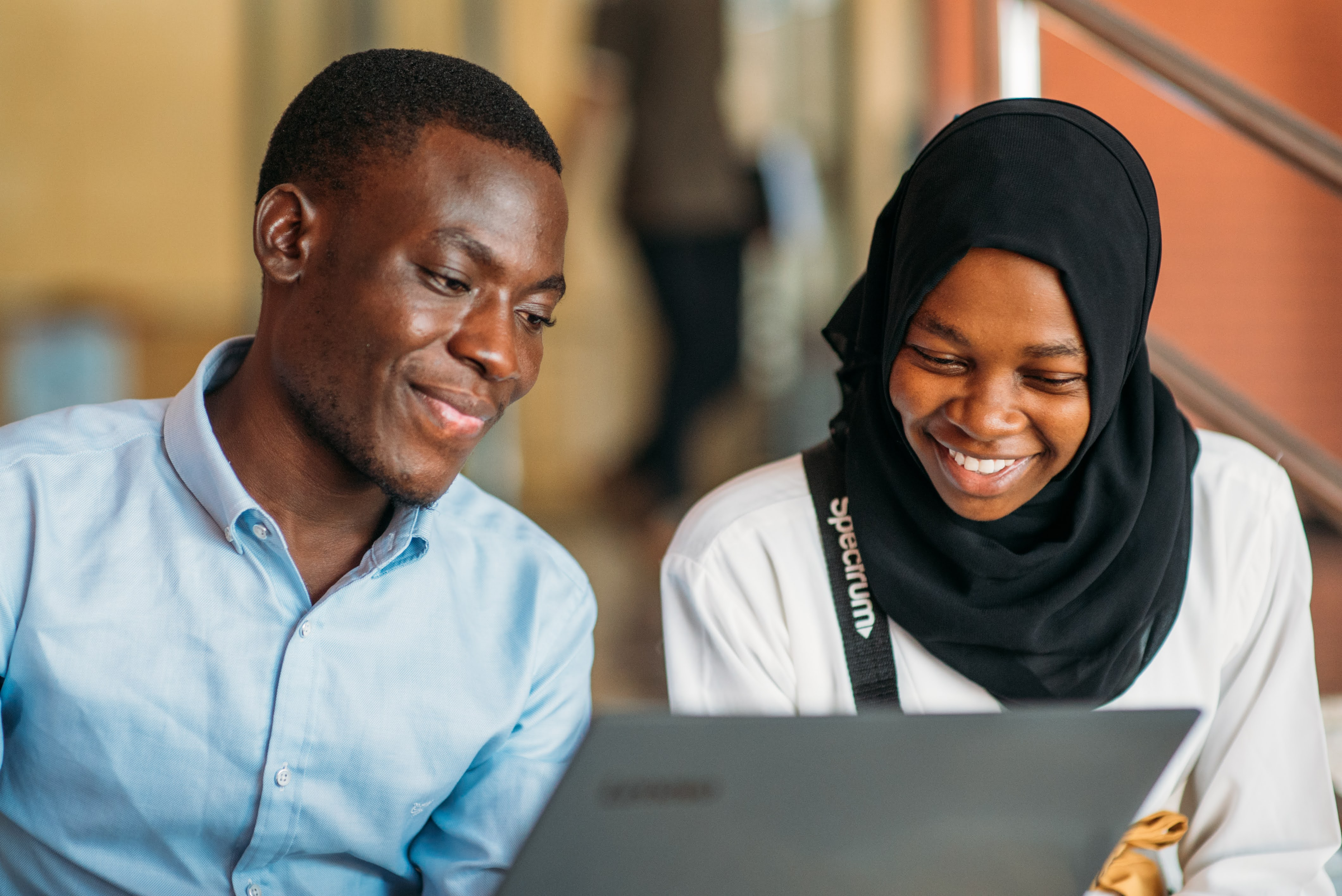
Estudiants de la Universitat de Malawi.

El col·legi ara té quatre cursos de grau que inclouen el programa de cinc anys de Llicenciat en Medicina i Cirurgia (MBBS), i els programes de quatre anys de Llicenciatura en Ciències de Laboratori Mèdic (BMLS), Llicenciatura en Fisioteràpia i Llicenciatura en Farmàcia. Tots els estudiants de grau necessiten passar un any de programa premèdic al col·legi, haver acabat els A-levels en escoles recomanades o haver assistit a un curs de ciències de dos anys en un col·legi recomanat per ser elegibles per als programes oferts a la universitat. A més, el col·legi té una llarga relació amb l'Escola de Medicina de la Universitat de St Andrews a Escòcia. El 2011, 10 estudiants de l'Escola de Medicina de la Universitat de St Andrews van visitar el col·legi en intercanvi. Ambdues escoles dirigeixen els Tallers/Mòduls d'Educació en Salut Global (GHEP) que busquen proporcionar un fòrum per a la discussió dels problemes urgents de salut global com el canvi climàtic, la sobrepoblació, les epidèmies i el concepte d'una bona ajuda.

#### Col·legi d'Infermeria de Kamuzu, amb seu a Lilongwe
Els requisits d'entrada per a les institucions de formació en infermeria i paramèdica és el Certificat d'Educació Escolar de Malawi (Nivell normal). La formació en infermeria i llevadora dura tres anys i s'ofereix a la Facultad de Ciencias de la Salud de Malawi i a qualsevol de les vuit escoles de infermeria de les missions repartides majoritàriament en hospitals missioners rurals. El Col·legi d'Infermeria de Kamuzu proporciona graus en infermeria categorizats com a genèrics (graus oferts a estudiants que s'inscriuen directament des de l'escola secundària), post-bàsics (graus oferts a infermeres inscrites que tenen notes "acceptables" de nivell O i amb almenys dos anys de servei), Llicenciatura en Ciències en Llevadoria Avançada i Diplomatura en Infermeria. Dels aproximadament 4000 infermers actius de Malawi el 2005, es va informar que 453 dels formats a Malawi estaven treballant en països de l'OCDE (OMS, 2006). Això representava l'11,3% del nombre d'infermers actius al país.
El Col·legi de Medicina i el Col·legi d'Infermeria de Kamuzu es van deslligar de la Universitat de Malawi i es van combinar per formar la Universidad de Ciencias de la Salud de Kamuzu (KUHeS).

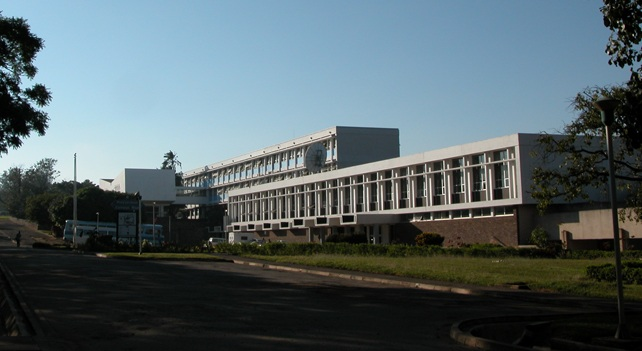
Politècnic.

#### El Politecnic, Campus de Blantyre
La institució més destacada i popular de Malawi ofereix diverses formacions tècniques i professionals basades en les necessitats nacionals i regionals.
El Politecnic té quinze departaments que ofereixen graus en comptabilitat, administració d'empreses, gestió, enginyeria civil, enginyeria mecànica i enginyeria elèctrica, arquitectura i gestió del territori, gestió ambiental, informàtica i tecnologia de la informació, periodisme, llengua i comunicació, matemàtiques i estadística, física i ciències bioquímiques, educació tècnica i topografia.
El Politecnic ofereix programes de postgrau en administració d'empreses, desenvolupament d'infraestructures i gestió del transport en resposta a les necessitats emergents de la indústria i la pressió dels graduats de batxillerat natius. Després de deslligar-se de la Universitat de Malawi, el Politecnic ara opera com la Universitat de Negocis i Ciències Aplicades de Malawi (MUBAS), que recentment ha llançat el primer UniPod a Malawi.

#### UNIMA ECAMPUS
El 2023, la Universitat de Malawi (UNIMA) va introduir l'UNIMA ECAMPUS, una extensió digital significativa de la seva oferta educativa. Aquesta iniciativa, alineada amb el compromís del govern de Malawi d'ampliar l'accés assequible a l'educació, és una part essencial del pla estratègic 2022-2026 de la UNIMA. L'ECAMPUS té com a objectiu proporcionar oportunitats d'aprenentatge en línia accessibles i de qualitat, trencant barreres físiques i millorant la col·laboració internacional i l'intercanvi cultural entre els estudiants.
L'ECAMPUS ofereix una varietat de programes de grau i postgrau, amb estudis especialitzats en camps com Gestió de Projectes, Gestió de Recursos Humans, Gestió Empresarial, Comptabilitat, Finances i Ciberseguretat. Aquests programes estan dissenyats per atendre les necessitats canviants del mercat laboral global.
Impulsat per una associació amb Astria Learning, una organització edtech amb seu als Estats Units, l'ECAMPUS és una plataforma en línia completa que allotja tot el contingut relacionat amb els programes en línia. Aquesta col·laboració ha millorat l'experiència d'aprenentatge digital amb suport en biblioteques digitals, portàtils i tauletes assequibles, assegurant que els estudiants tinguin accés als recursos necessaris per a la seva educació en línia.
Els futurs estudiants poden sol·licitar programes de l'ECAMPUS en línia, amb criteris d'admissió dissenyats per facilitar la inscripció d'una àmplia gamma d'estudiants en aquests innovadors programes en línia. L'UNIMA ECAMPUS és un moviment estratègic cap a l'augment de l'accés educatiu i l'assoliment dels objectius delineats a l'agenda Malawi 2063, representant el compromís de la UNIMA d'adaptar-se a l'era digital i expandir el seu impacte educatiu tant a nivell local com internacional.

### Antics col·legis

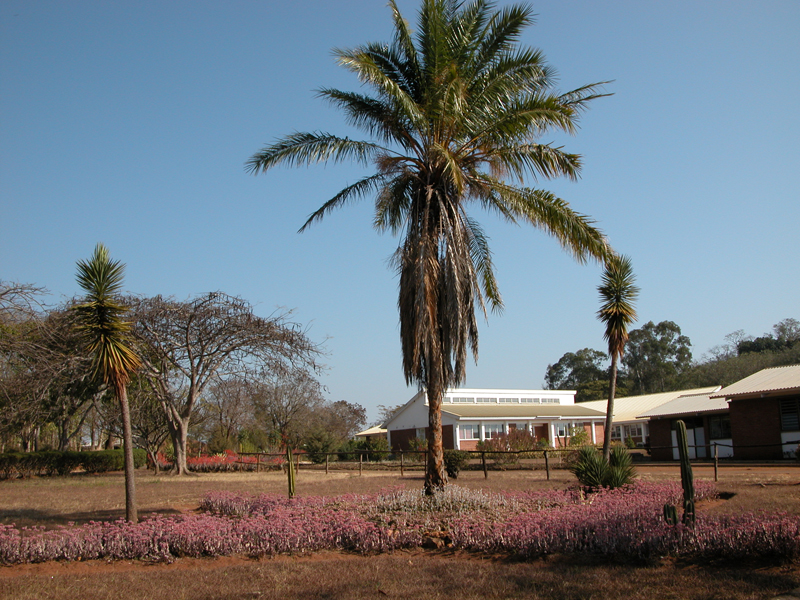
Bunda College.

#### Facultad de Agricultura de Bunda, Lilongwe
La Facultad de Agricultura de Bunda ofereix graus en agricultura, Ciències Ambientals i Estudis de Desenvolupament. La seva missió és avançar i promoure el coneixement, les habilitats, l'autosuficiència i el bon caràcter per a "una producció i utilització d'aliments sostenibles; millorar els ingressos, la seguretat alimentària i la nutrició; i la conservació i gestió de la biodiversitat, el medi ambient i els recursos naturals". Està situat a Lilongwe, a 35,2 km del centre de la capital. A prop es troba la granja de la facultat, que serveix a fins comercials, pràctics, acadèmics i de recerca.
Després de la reestructuració de les universitats a Malawi el 2012 per part del llavors president Bingu wa Mutharika, el Bunda College ja no forma part de la Universitat de Malawi. Ara el Bunda College forma part de la Universitat d'Agricultura i Recursos Naturals de Lilongwe (LUANAR). La universitat té tres campus: el campus de Bunda, el campus de la ciutat i el campus de l'NRC.